# Kidnapping Stella
 (août 2024).
Pour plus de détails, voir Fiche technique et Distribution.
Kidnapping Stella est un film allemand réalisé par Thomas Sieben, sorti en 2019.
C'est le remake du film britannique La Disparition d'Alice Creed sorti en 2009.

## Synopsis
Deux anciens détenus, Vic et Tom enlèvent Stella, fille d'un riche homme d'affaires.
Au cours de la remise de la rançon, Stella est emmenée dans un hangar à bateaux, puis,  dans une forêt, Vic tente de tirer sur Tom. Tom, blessé, se traîne jusqu'au hangar à bateaux et parvient à empêcher Vic de tuer Stella par une injection de poison. Dans l'échange de tirs qui s'ensuit, les deux ravisseurs sont mortellement blessés, mais Tom, mourant, a été capable de pousser les clés des chaînes de Stella pour qu'elle puisse les desserrer. Stella s'enfuit avec la rançon.

## Fiche technique
- Titre : Kidnapping Stella
- Réalisation : Thomas Sieben
- Scénario : J Blakeson et Thomas Sieben
- Musique : Michael Kamm
- Photographie : Sten Mende
- Montage : Robert Rzesacz
- Production : Henning Ferber
- Société de production : Henning Ferber Produktion et SevenPictures Film
- Pays :  Allemagne
- Genre : Policier et thriller
- Durée : 89 minutes
- Dates de sortie : 
  -  Allemagne : 12 juillet 2019

## Distribution
- Max von der Groeben : Tom
- Jella Haase : Stella
- Clemens Schick : Vic
- Jarrod Pistilli : Vic
- Hossein Rahmani Manesh